# 5(FIVE)
『5(FIVE)』（ファイブ）は、Berryz工房の5枚目のアルバム。日本では2008年9月10日、アップフロントワークス（PICCOLO TOWN）より発売。韓国では2008年9月17日に発売。

## 概要
初回限定盤と通常盤の2形態での発売。初回限定盤はCD＋DVD、通常盤はCDのみ。通常盤初回仕様にはフォトカード1種封入。

## 収録曲
全作詞・作曲：つんく（#9除く）
1. HAPPY! Stand Up [4:03]
編曲：鈴木俊介
2. この指とまれ! [4:29]
歌：嗣永桃子・徳永千奈美・須藤茉麻
編曲：鈴木俊介
3. バカにしないで [4:47]
歌：清水佐紀・夏焼雅・熊井友理奈・菅谷梨沙子
編曲：山崎淳
4. 行け 行け モンキーダンス [4:57]
編曲：平田祥一郎
  - 17thシングル。
5. Ah Merry-go-round [4:42]
歌：清水佐紀・嗣永桃子
編曲：大久保薫
6. CLAP! [4:32]
歌：夏焼雅・徳永千奈美・熊井友理奈
編曲：山崎淳
7. REAL LOVE [4:32]
歌：菅谷梨沙子
編曲：AKIRA
8. 夢を一粒 〜Berryz仮面 Endingテーマ〜 [2:38]
歌：Berryz仮面
編曲：高橋諭一
9. ジンギスカン [3:07]
作詞：Bernd Meinunger　訳詞：山本伊織　作曲：Ralph Siegel　編曲：ダンス☆マン
  - 16thシングル。
10. 付き合ってるのに片思い [3:53]
編曲：大久保薫
  - 15thシングル。
11. BE [5:38]
編曲：湯浅公一
  - NICE GIRL μが参加している。
12. スッペシャル ジェネレ〜ション（エキセントリックスRemix） [4:17]
編曲：藤澤慶昌

### 初回限定盤付属DVD
5(FIVE) SPECIAL DVD Berryz工房フェスティバル ～2008年夏～
1. イベントPart1
2. マジ グッドチャンス サマー
3. イベントPart2
4. 行け 行け モンキーダンス
5. エンディング
6. 握手会

## BE(岸本ゆめののカヴァー)
日本の女性アイドルグループ「つばきファクトリー」のメンバー・岸本ゆめのによる「BE」（ビー）は、2023年11月7日にアップフロントワークスからデジタル・ダウンロード・シングルとしてとして配信開始。

### 解説
2023年11月6日をもってつばきファクトリー及びハロー!プロジェクトを卒業した岸本ゆめのが卒業公演で歌唱した「BE」を7日0時より配信開始。

### シングル収録曲
| #         | タイトル  | 作詞      | 作曲      | 編曲      | 時間 |
| --------- | --------- | --------- | --------- | --------- | ---- |
| 1.        | 「BE」    | つんく    | つんく    | 湯浅公一  | 5:42 |
| 合計時間: | 合計時間: | 合計時間: | 合計時間: | 合計時間: | 5:42 |